# ام ۶ (کانال تلویزیون)
ام ۶ و همچنین تلویزیون کلان‌شهر به (فرانسوی:Métropole Télévision) نامیده می‌شود پردرآمدترین کانال تلویزیونی ملی فرانسه و سومین شبکه تلویزیونی پر بازدید فرانسوی زبان است. که دارای چندین کانال تلویزیونی، مجله، نشریات، تولید فیلم و شرکت‌های مرتبط با رسانه است و غیره. که متعلق به گروه‌ام ۶ است.

## لگو

نسخه اصلی استفاده شده ۱۹۸۷ تا ۲۰۰۹.
نسخه سیاه‌ام ۶ استفاده شده ۱۹۹۹ تا ۲۰۰۹.
نسخه فعلی و سه بعدی از آرم ام ۶ استفاده شده از سال ۲۰۰۹.